# Adriana Nanclares
Adriana Nanclares Romero, född den 9 maj 2002, är en spansk fotbollsspelare.

## Karriär
Adriana Nanclares inledde sin seniorkarriär i Aurrera Vitoria år 2017. Hon har även spelat för Real Sociedad innan hon värvades av Athletic Bilbao år 2023. Hon har även representerat den spanska damlandslaget där hon debuterade år 2024.